# Pouilly-sous-Charlieu
Pouilly-sous-Charlieu é uma comuna francesa na região administrativa de Auvérnia-Ródano-Alpes, no departamento de Loire. Estende-se por uma área de 15,99 km². Em 2010 a comuna tinha 2 553 habitantes (densidade: 159,7 hab./km²).